# El Puig de Vivers
El Puig de Vivers és una masia de Sant Joan les Fonts (Garrotxa) inclosa a l'Inventari del Patrimoni Arquitectònic de Catalunya.

## Descripció
És un mas situat dalt del Puig de Vivers. És de planta rectangular i teulat a dues aigües amb les vessants vers les façanes laterals. Va ser bastit amb pedra menuda del país llevat de les cantoneres. Característica és la façana de migdia, (ampliació realitzada al segle XIX), amb dues arcades de punt rodó en els baixos, quatre finestres de migpunt en el primer pis i arcada central a les golfes emmarcada per dues finestres rectangulars. En el mas s'hi estan fent obres de restauració centrades principalment a l'esmentada façana. La resta dels murs evidencien construccions més primitives. Al costat del mas veiem les runes de la cabana i de la pallissa.

## Història
El 7 de febrer de 1189 la família Vivers, volent acabar amb certes tensions que tenia amb el priorat de Sant Joan les Fonts, li va fer donació del mas Puig de Vivers (Podio). El prior va firmar pau i concòrdia amb Bernat de Vivers i li cedeix a perpetuïtat la tasca de pa i vi dels masos i terres que tenia a Vivers per l'església de Sant Esteve i Sant Joan, i tres sous de moneda barcelonesa. Bernat de Vivers es va reservar el dret de moldre en els molins de Sant Joan. Es troben hereus d'aquest mas fins a l'any 1810.